# Торрес, Хосе
Хосе́ Лу́ис То́ррес (исп. José Louis Torres; 3 мая 1936, Понсе — 19 января 2009, там же) — пуэрто-риканский боксёр средней и полутяжёлой весовых категорий. Серебряный призёр летних Олимпийских игр в Мельбурне (1956). Победитель многих международных турниров и национальных первенств. Абсолютный чемпион мира в полутяжелом весе (1965—1966). Чемпион мира по версии WBA (1965—1966), WBC (1965—1966) в полутяжелом весе. Чемпион Пуэрто-Рико в среднем весе (1962). Включён в Международный зал боксёрской славы (1997).
Президент Всемирной боксерской организации (1990—1995).

## Биография
Хосе Торрес родился 3 мая 1936 года в городе Понсе.

## Любительская карьера
В возрасте восемнадцати лет пошёл служить в армию США, где начал активно заниматься боксом. Поскольку пуэрториканцы начиная с 1917 года считались гражданами Соединённых Штатов, он получил возможность представлять страну на летних Олимпийских играх 1956 года в Мельбурне. На Олимпиаде сумел дойти до финала средней весовой категории, но в решающем матче проиграл знаменитому венгру Ласло Паппу, который на этих Играх завоевал уже третье золото. Получив серебряную олимпийскую медаль, Торрес продолжил выходить на ринг в составе американской национальной сборной, принимая участие в различных престижных турнирах. Так, в 1958 году во втором среднем весе он выиграл национальный турнир «Золотые перчатки» и стал чемпионом США среди любителей.

## Профессиональная карьера
Добившись успеха на любительском уровне, Торрес решил попробовать себя среди профессионалов, с этой целью присоединился к нью-йоркскому клубу Empire Sporting Club, где проходил подготовку под руководством именитого тренера Константина Д’Амато. В мае 1958 года состоялся его дебютный профессиональный бой — соперник Джин Гамельтон был нокаутирован уже в первом раунде. В течение последующих лет провёл множество удачных поединков, в июле 1962 года стал чемпионом Пуэрто-Рико в среднем весе, однако в мае 1963 года потерпел первое в карьере поражение — техническим нокаутом от кубинца Флорентино Фернандеса.

#### Чемпионский бой с Вилли Пастрано
Несмотря на поражение, Торрес не прекращал побеждать, поднялся довольно высоко в мировых рейтингах и весной 1965 года получил шанс побороться за звание чемпиона мира в полутяжёлом весе по версиям Всемирной боксёрской ассоциации (ВБА) и Всемирного боксёрского совета (ВБС). В шестом раунде этого матча действующий чемпион Вилли Пастрано побывал в нокдауне, а в перерыве между девятым и десятым раундами рефери остановил бой, засчитав технический нокаут. Таким образом, Торрес стал третьим в истории пуэрториканцем, кому удалось заполучить мировой титул, и первым латиноамериканцем, кому удалось заслужить чемпионское звание в полутяжёлой весовой категории.
Выигранные чемпионские пояса Хосе Торрес защитил четыре раза

#### Бой с Диком Тайгером
Во время пятой защиты, прошедшей в декабре 1966 года, титул перешёл к нигерийцу Дику Тайгеру, который одержал победу единогласным решение судей. Вскоре между ними состоялся матч-реванш, тем не менее, Тайгер вновь выглядел лучше — двое из трёх судей были на его стороне.
Впоследствии Торрес поучаствовал ещё в двух матчах с малоизвестными соперниками, оба раза победил, после чего в конце 1969 года принял решение завершить карьеру профессионального спортсмена. Всего в профессиональном боксе он провёл 45 боёв, из них 41 окончил победой (в том числе 29 досрочно), 3 раза проиграл, в одном случае была зафиксирована ничья.

## После бокса
После завершения спортивной карьеры Торрес работал спортивным функционером, в частности, в период 1983—1988 занимал пост председателя Атлетической комиссии штата Нью-Йорк, а в период 1990—1995 возглавлял Всемирную боксёрскую организацию (ВБО). В 1994 году стал членом Всемирного зала славы бокса, в 1997-м — включён в Международный зал боксёрской славы. Был соавтором нескольких книг о боксе, в том числе участвовал в написании биографий Мохаммеда Али и Майка Тайсона. Помимо этого, занимался общественной деятельностью, представлял пуэрто-риканскую диаспору в Нью-Йорке, встречался с политическими лидерами, давал лекции в университетах.

## Смерть
Умер от сердечного приступа утром 19 января 2009 года в своём родном городе Понсе, куда вернулся за несколько лет до смерти.